# Bikolóra
Bikolóra je stuha nebo vlajka skládající se ze dvou různých barev, obvykle uspořádaných do stejně širokých pruhů horizontálně nebo vertikálně. 
Příklady bikolór v Česku: 
- vlajka Čech (před rokem 1920)
- historická vlajka Moravy (19. století, před rokem 1920)
- historická vlajka Moravy
- vlajka Slezska

Bikolóry ve světě:
- vlajka Polska
- vlajka San Marina
- vlajka Ukrajiny
- vlajka Monaka
- vlajka Indonésie
- vlajka Vatikánu
- vlajka Kanady
- vlajka Angoly
- vlajka Argentiny
- vlajka Bahrajnu
- vlajka Kataru
- vlajka Běloruska
- vlajka Bhútánu
- vlajka Burkiny Faso